# Fédération du District fédéral de football
La Fédération du District fédéral de football (en portugais : Federação de Futebol do Distrito Federal est une association brésilienne regroupant les clubs de football du District fédéral et organisant les compétitions au niveau régional, comme le championnat du District fédéral de football. Elle représente également les clubs du District fédéral au sein de la Confédération brésilienne de football.